# Drums and Wires
Albums de XTC
Go 2
(1978) Black Sea
(1980)
Singles
1. Making Plans for Nigel
Sortie : septembre 1979

Drums and Wires est le troisième album du groupe XTC, sorti en août 1979. Dave Gregory y remplace Barry Andrews.
Il inclut notamment la chanson Making Plans for Nigel, l'une des plus connues du groupe.

## Titres
Toutes les chansons sont d'Andy Partridge, sauf mention contraire.

### Face 1
1. Making Plans for Nigel (Colin Moulding) – 4:13
2. Helicopter – 3:54
3. Day In Day Out (Moulding) – 3:08
4. When You're Near Me I Have Difficulty – 3:20
5. Ten Feet Tall (Moulding) – 3:12
6. Roads Girdle the Globe – 4:51

### Face 2
1. Real by Reel – 3:46
2. Millions – 5:57
3. That Is the Way (Moulding) – 2:56
4. Outside World – 2:40
5. Scissor Man – 3:59
6. Complicated Game – 4:53

### Titres bonus
Drums and Wires a été réédité au format CD en 2001 avec trois titres bonus :
1. Life Begins at the Hop (Moulding) – 3:49
2. Chain of Command – 2:33
3. Limelight (Moulding) – 2:26

Life Begins at the Hop est parue en 45 tours en avril 1979, et figure sur certaines versions du 33 tours Drums and Wire. Chain of Command et Limelight sont les deux faces d'un 45 tours offert avec les 20 000 premiers exemplaires de l'album.

## Musiciens
- Andy Partridge : guitares, claviers, chant
- Colin Moulding : basse, chant
- Dave Gregory : guitares, claviers, chœurs
- Terry Chambers : batterie, percussions, chœurs

Avec :
- Steve Warren, Hugh Padgham, Al Clark, Jumbo Van Reinen : chœurs (6)
- Dick Cuthell : trompette (9)